# Калининский, Валентин Валентинович
Валенти́н Валенти́нович Кали́нинский (род. 10 декабря 1961 года, Москва) — российский художник-карикатурист, работает в стиле цифровой графики.

## Биография
Валентин Валентинович Калининский родился 10 декабря 1961 года в Москве. Своей малой родиной считает город Великий Устюг, что в Вологодской области.

Вначале писал маслом. В 1980-1990-х годах графикой не занимался.

Серьезно занялся рисунком с 2002 г. Неоднократно публиковался в российской и зарубежной прессе.

Также, активно публиковался в «НЕдетском журнале „Грузилка“» (издавался с 1996 по 2006 гг.).

Работает в жанрах:
- политической сатиры,
- иллюстрирования книг,
- фэнтези.

Увлечение: шаржи, в том числе — политические. Работал для детей.

## Личная жизнь
Проживает в Москве.
- Жена: Виктория,
  - отец троих детей.
- Брат: Сергей Корсун.

## Интересные факты
Калининский и Экслер.